# Artpop (bài hát)
"Artpop"  là bài hát của ca sĩ-nhạc sĩ người Mỹ Lady Gaga từ album phòng thu thứ ba của cô, Artpop (2013).

## Xếp hạng
| Bảng xếp hạng (2013)                                   | Vị trí cao nhất |
| ------------------------------------------------------ | --------------- |
| Pháp (SNEP)                                            | 185             |
| South Korea International Downloads (Gaon Music Chart) | 48              |